# Angous
Angous là một xã thuộc tỉnh Pyrénées-Atlantiques trong vùng Nouvelle-Aquitaine ở tây nam nước Pháp. Xã này nằm ở khu vực có độ cao trung bình 177 mét trên mực nước biển.

## Thông tin nhân khẩu
Bản mẫu:Historical population